# Абдеррахман Ібрір
Абдеррахман Ібрір (фр. Abderrahman Ibrir, 10 листопада 1919, Делліс — 14 лютого 1988, Сіді-Фредж) — французький футболіст, що грав на позиції воротаря, зокрема за національну збірну Франції.
Згодом — алжирський тренер.

## Клубна кар'єра
У дорослому футболі дебютував 1946 року виступами за команду «Бордо», у якій протягом сезону взяв участь у 19 матчах чемпіонату. 
Своєю грою за цю команду привернув увагу представників тренерського штабу «Тулузи», до складу якої приєднався 1947 року. Відіграв за команду з Тулузи наступні чотири сезони своєї ігрової кар'єри. Більшість часу, проведеного у складі «Тулузи», був основним голкіпером команди.
1951 року перейшов до «Марселя», за який відіграв заключні два сезони ігрової кар'єри.

## Виступи за збірну
1949 року дебютував в офіційних матчах у складі національної збірної Франції. Протягом двох років провів у її формі шість матчів.
Під час війни за незалежність Алжиру грав за команду, яка представляла Фронт національного визволення Алжиру, і була попередником національної збірної країни.

## Кар'єра тренера
Протягом 1964–1965 років був одним з перших очільників тренерського штабу національної збірної Алжиру, яка розпочала свою історію роком раніше.
Згодом у 1978–1979 роках тренував команду «МК Алжир», яку приводив того сезону до перемоги у чемпіонаті Алжиру.
Помер 14 лютого 1988 року на 69-му році життя, потонувши у морі поблизу узбережжя міста Сіді-Фредж.

## Титули і досягнення

### Як тренера
- Чемпіон Алжиру з футболу (1):

«МК Алжир»: 1978/79